# Шелякин, Василий Никитович
Василий Никитович Шелякин (15.03.1922, Николаевская область — 28.07.2000, Николаевская область) — советский военнослужащий, участник Великой Отечественной войны, полный кавалер ордена Славы, командир отделения разведки артиллерийской батареи 236-го гвардейского стрелкового полка, гвардии сержант — на момент представления к ордену Славы 1-й степени.

## Биография
Родился 15 марта 1922 года в селе Благодатное Арбузинского района Николаевской области. Русский. В 1938 году окончил 7 классов школы. Работал контролёром Благодатненской сберкассы.
В армии с ноября 1940 года. На момент призыва в армию жил в городе Куйбышев.
Участник Великой Отечественной войны с июля 1942 года в составе Северо-Кавказского фронта. Участвовал в оборонительных боях в нижнем течении Дона и битве за Кавказ. 17 сентября 1942 года был тяжело ранен в бою и продолжительное время находился в госпитале.
С апреля 1943 — командир взвода боепитания батареи, командир 76-мм орудия и командир отделения разведки артиллерийской батареи 236-го гвардейского стрелкового полка. Воевал на Юго-Западном, 3-м Украинском и 1-м Белорусском фронтах. Участвовал в Изюм-Барвенковской, Донбасской, Запорожской, Никопольско-Криворожской, Березнеговато-Снигирёвской, Одесской, Люблин-Брестской, Варшавско-Познанской и Берлинской операциях.
Во время боёв на Магнушевском плацдарме на левом берегу реки Висла 13-18 августа 1944 года в 2-4 км юго-восточнее города Варка, умело взаимодействуя со стрелковым подразделением, уничтожил 3 вражеских огневых точки и свыше 10 противников.
Приказом по 74-й гвардейской стрелковой дивизии № 81/н от 25 октября 1944 года гвардии сержант Шелякин Василий Никитович награждён орденом Славы 3-й степени.
Во время Варшавско-Познанской операции 25 января 1945 года в боях за город Познань ликвидировал пулемёт и группу противников. 29 января 1945 года, заменив выбывшего из строя командира взвода, умело руководил боем, уничтожил 2 огневые точки и более 10 вражеских солдат и офицеров, пленил 9 противников.
Приказом по 8-й гвардейской армии № 547/н от 26 марта 1945 года гвардии сержант Шелякин Василий Никитович награждён орденом Славы 2-й степени.
Особо отличился при штурме Берлина. 16 апреля 1945 года при прорыве обороны противника на левом берегу реки Одер близ села Хатенов и 17 апреля 1945 года у села Заксендорф вместе с подчинёнными уничтожил свыше 20 противников и подавил более 10 огневых точек. Во время уличных боёв в Берлине в подвале имперской канцелярии с тремя бойцами взял в плен 60 противников.
За мужество и героизм, проявленные в боях, Указом Президиума Верховного Совета СССР от 15 мая 1946 года гвардии старший сержант Шелякин Василий Никитович награждён орденом Славы 1-й степени.
В 1945 старший сержант В. Н. Шелякин демобилизован. Вернулся на родину. Работал заведующим фермой в колхозе, затем плотником на стройке в городе Гагра. С 1953 года жил в городе Первомайск Николаевской области. Работал в Первомайском районном дорожно-ремонтном управлении. Умер 28 июля 2000 года. Похоронен в Первомайске.
Награждён орденами Отечественной войны 1-й степени, Славы 1-й, 2-й и 3-й степеней, медалью «За отвагу», другими медалями.